# Alessandro Di Pietro
Alessandro Di Pietro (Roma, 30 agosto 1945) è un conduttore televisivo e saggista italiano.

## Biografia
Nel 1969 si laurea con lode in Scienze biologiche e naturali all'Università La Sapienza di Roma. 

### Ricercatore
Nello stesso anno entra a far parte del CNR come ricercatore. Dirigente delle organizzazioni giovanili del Movimento Sociale Italiano negli anni settanta, diviene segretario dell'associazione ambientalista di destra Gruppi ricerca ecologica. Lascia a fine anni ottanta l'attività politica e quella di ricerca nel 1995.

### Conduttore tv
Quell'anno infatti approda in televisione, ideando e conducendo alcune rubriche all'interno di programmi su Canale 5 come Forum, Vivere bene, poi, su Rai Uno, Linea Verde, Uno Mattina.
In televisione il suo maggiore successo è stato il programma Occhio alla spesa (di cui interpretava anche la sigla iniziale), andato in onda su Rai 1 da settembre 2003 a maggio 2012,  di cui era ideatore, autore e conduttore. Dopo la cancellazione il programma riappare per un breve periodo sotto forma di spazio dedicato ai consumi nel corso del programma Unomattina, col titolo di Uno Mattina Occhio alla spesa. Dall'idea di Occhio alla spesa nasce anche Occhio alla spesa Magazine, rivista mensile per i consumatori in edicola da giugno 2012, di cui Di Pietro è direttore fin dal primo numero. 
Al di fuori dei programmi televisivi per i consumatori, si segnala una sua partecipazione alla trasmissione televisiva Ballando con le stelle.
È autore di una serie di libri sulla sicurezza e sulla pulizia domestiche.
Il 4 aprile 2013 viene licenziato dalla RAI con effetto immediato per aver fatto pubblicità occulta a un'azienda produttrice di pasta alla soia durante lo spazio di Unomattina: Uno Mattina Occhio alla spesa.  Nelle tre puntate oggetto di censura Di Pietro avrebbe esaltato le proprietà benefiche del prodotto, definito impropriamente "pasta per diabetici". L'intervento era accompagnato da interviste ad alcuni professori (rivelatisi soci fondatori della società che ha ideato e sviluppato la pasta di soia) e da servizi e riprese realizzate interamente presso lo stabilimento di produzione della pasta. Alla notizia del licenziamento, viene colto da un malore di natura cardiaca e ricoverato in una clinica romana.
Dopo il licenziamento dalla televisione pubblica conduce nel 2018 il nuovo programma Occhio al Prodotto nella mattinata dell'emittente semi-generalista del Gruppo LT Multimedia, Alice.
Nel 2021 conduce su Alma TV le trasmissioni Guida alla spesa e Pizza Talent Show.

## Opere
- Dizionario della nostra casa sana & sicura, Lyra libri, 1998
- Come smacchiare tutte le macchie, Lyra libri, 2000
- La Casa del Benessere, Red Edizioni, 2001
- Elettrodomestici della casa sana e sicura, Lyra libri, 2001
- La Nostra Casa Sana e Sicura, Red Edizioni, 2002
- Occhio alla spesa, Mondadori, 2006
- Come togliere le macchie, Red Edizioni, 2008
- Almanacco di Occhio alla spesa, Rai Libri, 2011